# 정민태
정민태(鄭珉台, 1970년 3월 1일 (음력 1월 24일) ~ )는 전 KBO 리그 현대 유니콘스의 투수이자, 현 KBO 리그 삼성 라이온즈 2군 투수코치이다. 1999년 20승 7패로 다승왕에 올라 KBO 리그의 20세기 마지막 20승 투수가 됐다. 시속 150km/h에 근접하는 포심, 범타 유도를 위한 투심 등 속구, 커브, 슬라이더, 체인지업, 포크볼 등 변화구를 잘 활용해 타자를 잡아내는 투수였다는 평가를 받았다.
한편 1998년 17승(모두 선발)(당시 최다승(18승) 투수였던 김용수가 3구원승이 포함돼 있어서), 1999년 20승(19선발승), 2000년 18승(모두 선발), 2003년 17승(모두 선발)으로 최다 선발승을 기록했다.
하지만 정규 시즌 MVP와는 인연이 없었는데 1999년에는 8월 28일 쌍방울전에서 선발승으로 19승을 거둔 후 팀 사정상 구원으로도 등판하다 보니 컨디션 조절에 실패했고, 막판 3경기에 선발 등판해 3패를 기록했다. 10월 7일 쌍방울전에서 선발승으로 20승(1구원승 포함)을 기록했으나 정규 시즌 MVP는 홈런, 타점 2관왕의 삼성 이승엽이 차지했다.
2000년에 같은 팀이었던 임선동, 김수경과 공동 다승왕(18승)에 올랐지만 개인 타이틀을 조작했다는 의혹을 사 포수 최다 홈런 신기록을 갱신한 박경완에게 MVP 자리를 내줬고, 2003년에는 다승-승률 2관왕에 올랐지만 평균자책점이 2점대 이상이라 그 해 당시 아시아 최다 홈런 신기록을 세운 이승엽이 차지했다. 4월 10일 SK전 선발승(2선발승)으로 역대 8번째 세 자릿수 선발승 투수가 됐다.

## 선수 시절

### 아마추어 시절
인천숭의초등학교, 인천 동산중학교, 동산고등학교 야구부에서 투수로 활동했다., 1988년에 졸업 후 연고 팀 태평양 돌핀스의 지명을 받았으나 이를 거절하고 한양대학교 체육학과에 진학했으며  한때 지역 연고 인하대 연세대 진학설이 있었지만 감독과 뜻이 달라 불발됐다. 한양대학교 야구부에서는 좌완 구대성과 함께 에이스로 활약했으며, 아마추어 국가대표팀으로 뽑혔는데, 1989년 IBA 회장배 아마추어 야구 대회에서는 한국 국가대표팀을 우승으로 이끌어 투수 부문 베스트 9에 뽑혔다. 1990년에는 13승 3패, 1.26의 평균자책점으로 그 해 아마추어 야구 대회 MVP가 됐다. 같은 해에 LA 다저스가 입단을 제의했으나, 협상이 흐지부지된 후 1차 지명을 받아 태평양 돌핀스에 입단했다.

### 한국 프로야구 시절

#### 태평양 돌핀스시절
1991년 말 팀의 김동기, 가내영과 함께, 구단주가 허위 진단서를 써 병역을 면제시켰다는 혐의에 휘말려 수감 위기에 처했으나, 집행 유예로 풀려나 1억 7,200만원의 계약금 및 연봉의 조건으로 정식 선수가 됐다. 하지만 같은 해 부상과 컨디션 난조 등으로 결장이 심해지며 이듬해까지 계속 부진했다. 그러나 재활 끝에 1994년부터 서서히 재기하기 시작해 선배 박정현, 최창호, 후배 신인 김홍집, 마무리 정명원 등과 함께 활약하며 팀이 인천 연고 팀 중 최초로 한국시리즈에 진출하는 데 기여했다. 1995년에는 8승을 기록했으나(이들 중 3승이 완봉승(2개는 무사사구)), 동시에 13패를 기록해 한화의 한용덕, 구대성과 함께 다패 타이를 기록했다.

#### 현대 유니콘스시절
1996년에 현대그룹이 태평양 돌핀스를 인수하며 소속 팀이 바뀌었다. 4월 16일 개막전에서 선발 등판해 첫 승을 거둔 뒤 시즌 초반 마무리 정명원과 함께 팀의 6연승을 이끌었으며, 1996년 올스타전에도 베스트 10에 이름을 올렸는데, 이 과정에서 팀의 부정 투표 논란이 일어났다. 9월까지 15승을 거두며 구대성, 송진우, 주형광 등과 다승 경쟁을 하다가, 15승 9패, 2점대 평균자책점, 127탈삼진을 기록해 다승 6위로 시즌을 마쳤다. 이 해에 신인왕 타이틀을 획득한 박재홍, 박진만, 윤덕규 등도 활약하며 한국시리즈에 진출했으나 해태 타이거즈에게 패해 준우승에 머물렀다. 그는 한국시리즈에서 조계현을 상대로 2번 등판했으나, 1구원승(조웅천)과 1번의 패전을 기록했다. 시즌 후 9,000만원으로 오른 연봉에 재계약해 2년 연속 100% 연봉 상승을 기록했다.
1997년에도 개막전에 선발 등판해 승리를 거뒀다. 그러나 타선의 부진으로 패전을 거듭하며 시즌 초반에 부진했다. 그러나 7월 12일에 2연패를 끊은 것을 시작으로 점차 승수를 채워나가며, 박지철, 김상진, 정민철과 다승왕 경쟁을 했다. 그 중 정민철과는 다승왕 뿐만 아니라 탈삼진왕 타이틀을 두고도 경쟁했는데, 시즌 최종전이었던 9월 23일에도 완봉승을 거두며 13승 13패로 시즌을 마쳤다. 그 날까지 탈삼진 1위였으나, 잔여 경기에서 정민철이 삼진을 더 많이 잡아 탈삼진왕 타이틀 획득에 실패했다. 시즌 후 그는 팀 내 최우수 선수 타이틀을 차지했다.
1998년에 3년 연속 개막전 선발 투수로 낙점됐지만 비로 연기됐다. 4월에 4승을 기록하며 이승엽과 함께 첫 월간 MVP로 선정된 것을 시작으로 박재홍과 함께 팀의 최단기 시즌 40승을 기록하는 데 공헌했다. 후반기에 그는 베이커, 위재영, 정명원, 문동환 등과 다승 경쟁을 했다. 7월 30일에 12승을 기록했고, 8월 7일에 다시 완봉승을 거두며 13승을 기록했으나 결국 18승을 거둔 김용수가 다승왕을 차지했다. 팀은 정규 리그에서 우승해 한국시리즈로 직행했는데, LG 트윈스와의 한국시리즈에서 그는 1차전, 4차전 선발승, 6차전 세이브를 기록하며 팀의 첫 우승과 함께 한국시리즈 MVP로 선정됐다.
 시즌 후 그는 '레간자 대상'에서 선수들이 직접 뽑은 선수에게 주는 상인 '라노스 대상'을 받았고, 골든 포토상에 선정됐으며 경쟁 후보였던 김용수를 제치고 처음으로 골든 글러브를 수상했다.
1999년에 그는 1억 5,200만원의 연봉에 재계약했는데 정명원에 이어 두 번째로 그 해에 가장 많은 연봉을 받는 선수가 됐다. 이 해 2월에 처음으로 KBO 리그 팀들이 해외 전지훈련지에서 현지의 프로 야구단과 연습 경기를 치렀는데 그는 오릭스 블루웨이브와의 두 번째 연습경기에 첫 등판했다. 1999년에는 또한 KBO 리그가 드림 리그와 매직 리그의 양대 리그제를 시행했을 때 그는 드림 리그 개막전에서도 선발 등판해 3년 연속 개막전 선발승을 거뒀다. 시즌 중반 그는 허리 통증과 허벅지 부상 등으로 경기에 등판하지 못했지만 20승을 기록해 다승왕을 차지했다. 시즌 후 그는 1999년 한일 슈퍼 게임 한국 대표로 출장했다. 오릭스 블루웨이브가 영입에 관심을 보였으나프로 야구 선수는 7년 이상 한국에서 활동해야 해외로 진출할 수 있다는 규정을 둔 KBO가 그가 아직 7년을 채우지 못했다며 허락하지 않았다. 그 후에 그는 요미우리 자이언츠에 진출하고 싶다는 의사를 밝혔고, MLB 메이저 리그 커미셔너 사무국에서 그와 정민철의 신분 조회를 요청하며 관심을 보였으나 KBO가 허락하지 않겠다는 입장을 고수하자 구단과 모기업 현대그룹까지 엮이며 마찰을 빚었다. 결국 일본 진출이 무산된 그는 구단에게 3억원을 요구해 논란이 일었다. 12월에 그는 골든 글러브 투수 부문을 수상했다.
2000년에 207이닝을 던지면서 18승, 3점대 평균자책점, 153탈삼진을 기록해 다승 1위, 투구 이닝 2위, 평균자책점 7위, 탈삼진 4위에 올랐다. 임선동, 김수경과 함께 다승왕이 되며 1999년에 이어서 2년 연속으로 다승왕을 차지했다. 플레이오프에서 1, 4차전에 선발 등판해 모두 승리했으며, 한국시리즈에서는 2번 선발 등판해 1승을 기록했다.

### 일본 프로야구 시절

#### 요미우리 자이언츠시절
그는 2000년 시즌 후 해외 진출을 원했다. 그 때 당시 일본 야구팀 중 주니치 드래건스, 오릭스 블루웨이브, 요미우리 자이언츠에서 관심을 보였고, 2001년에 입단했다. 그는 3년 계약에 이적료 약 5억 5,000만엔, 계약금 1억 5,000만엔, 연봉 1억 3,000만엔에 계약해 당시 최고 대우를 받았다.
결국 2001년 ~ 2002년 동안 일본 리그 적응 실패와 실력 차이를 느꼈다. 일본에서 통산 성적은 27경기에 등판해 6점대 평균자책점, 2승 1패를 기록했다. 그가 KBO 리그에서 활약한 모습과는 달리 불명예를 남기며 계약 기간을 채우지 못한 채 현대 유니콘스에 복귀했다.

### 한국 프로야구 복귀

#### 현대 유니콘스복귀
2003년에 돌아오며 그는 투심을 새로 연마했고, 슬라이더, 직구, 특유의 슬로 커브를 통해 경기를 운영했다. 이 시즌에 177이닝 17승 2패, 3점대 평균자책점, 122탈삼진을 기록하며 다시 한 번 리그 최정상급 투수로 군림했다. 또한, 이 해 2000년의 기록과 이어지는 선발 21연승을 달성해 세계 신기록을 세웠다.
이 시즌에는 다승 1위, 투구 이닝 4위, 평균자책점 3위, 탈삼진 3위, 승률 1위를 기록했으며 팀의 정규 리그 우승에 크게 기여했다. 2003년 한국시리즈에서는 SK 와이번스를 상대로 1, 4, 7차전에 선발 등판했는데 모두 승리를 기록했다. 특히 7차전에서는 허벅지 통증이 심한 상태임에 불구하고, 테이핑을 감으면서까지 경기에 선발 등판해 완봉승을 거두며 팀의 3번째 한국시리즈 우승에 기여했다.
2003년 한국시리즈에서 3승을 거둔 그는 1998년에 이어 2번째 한국시리즈 MVP, 1999년 ~ 2000년에 이어 3번째 다승왕, 데뷔 첫 승률왕이 됐다. 이러한 그의 활약과 공헌을 인정받아 시즌 후 연봉 7억 4,000만원에 계약해 당시 프로 야구 선수 중 최대 연봉을 받았다.
하지만 이듬해 2004년 4월 말 무렵에 노화와 허리 부상 등이 겹치며 악화되기 시작했다. 2004년에는 7승 14패, 5점대 평균자책점을 기록하며 부진했고, 2004년 한국시리즈에서 2차전, 7차전에 등판했을 때도 크게 부진했다. 이때부터 그는 '먹튀'라는 온갖 오명을 받아야만 했고, 그의 연봉은 그 이후에도 계속 대폭 삭감됐다. 2005년 ~ 2007년 사이에는 부상과 재활을 반복해 부상 후유증 등 부진으로 인해 단 1승도 못 거둔채 10패만 기록했다.

#### KIA 타이거즈시절
2008년 3월에 현대 유니콘스가 해체되고 선수단을 인계해 새로 창단한 우리 히어로즈와 계약 협상을 진행했으나 입장 차이로 협상이 결렬돼 FA로 풀렸다. 그리고 연봉 7,000만원에 계약하며 선수 생활 16년만에 처음으로 KIA 타이거즈로 이적했다.
2008년 4월 18일 한화전에 시즌 첫 선발 등판해 김태완의 장외 만루 홈런을 포함해 3.2이닝 5피안타, 6실점을 기록해 패전 투수가 됐다. 이 경기가 2008년 시즌 첫 경기이자 현역 마지막 경기였다. 이후 2군에 내려가며 재활했으나 그 해 7월 8일 오른쪽 어깨 부상을 이유로 재활을 포기하고 은퇴를 선언했다.

## 야구선수 은퇴 후
은퇴 후 투수코치로 활동하고 싶다는 뜻을 밝혔다. 초창기에는 자신이 마지막으로 선수 생활을 한 KIA에서의 투수코치 생활을 하고 싶어했고, 미국이나 일본에서의 코치 연수에 대해서는 부정적인 생각을 가지고 있었다. 해외 연수를 한다지만 실상은 MLB와 일본 1군 야구가 아닌 마이너 리그와 일본 2군 야구에서의 연수로 이루어지기 때문이었다. 이에 해외 연수라는 우회로를 이용하지 않고 곧바로 투수코치를 하겠다고 밝혔다.
2008 시즌 후 히어로즈의 신임 감독으로 선임된 김시진이 태평양 돌핀스 및 현대 유니콘스 시절 오랫동안 코치 및 감독과 선수로서 함께했던 그를 투수코치로 영입하고 싶다는 의사를 밝혔고, 이를 수락해 2008년 10월 14일에 히어로즈와 연봉 6,000만원에 투수코치로 계약했다. 히어로즈의 코치로 들어온 후 2009년 8월 2일에 목동야구장에서 은퇴식을 가졌다. 은퇴식 때 정동진 전 태평양 돌핀스 감독 등 예전 태평양 돌핀스와 현대 유니콘스 시절에 함께한 선수 및 지도자들이 대거 참석했다. 이후 2013년에 롯데 자이언츠의 감독으로 부임했던 김시진을 따라 이적했지만 투수진을 이끌지 못하고 2014년 도중 1군 투수코치에서 3군 투수코치로 보직이 변경됐고, 시즌 후 롯데 자이언츠와 재계약에 실패했다.
2014년 10월 31일 한화 이글스의 투수코치로 부임했고, 2020년에 사임했다.
2023년에 SPOTV의 야구 해설위원으로 영입되어 1시즌 동안 해설가로 첫 활동했고, 시즌 후 삼성 라이온즈의 투수코치로 영입되어 현장으로 복귀했으나 전반기를 5연패로 마감하자 전반기 종료 후 2군 투수코치로  보직 변경됐다.

## 트리비아
- 그의 아들 정선호도 야구선수로 활동했으며, 외야수였다. 휘문고등학교 졸업을 앞두고 2014년 한국프로야구 신인 드래프트 때 SK 와이번스의 2차 9라운드 지명을 받았으나 연세대학교에 진학했다. 재학 중 야구를 그만뒀다.
- 요미우리 자이언츠 입단 첫 해부터 수석코치 겸 투수코치였던 가토리 요시타카와 불화가 있었다.

## 수상
- KBO 리그 정규 리그 선발승 1위(1998년(17선발승), 1999년(19선발승), 2000년(18선발승), 2003년(17선발승))
- KBO 리그 플레이오프 최우수 선수 (2000년)
- 시드니 올림픽 동메달 (2000년)
- 일간스포츠 제일화재 프로야구 최고 투수상 (2003년)

## 같이 보기
- 구대성

## 출신 학교
- 인천숭의초등학교
- 인천 동산중학교
- 동산고등학교
- 한양대학교

## 통산 기록
| 연 도           | 소 속           | 나 이           | 승 리 | 패 전 | 승 률 | 평 자 책 | 출 장 | 선 발 | 완 투 | 완 봉 | 세 이 브 | 홀 드 | 이 닝  | 피 안 타 | 피 홈 런 | 볼 넷 | 고 4 | 탈 삼 진 | 몸 맞 | 보 크 | 폭 투 | 실 점 | 자 책 | 타 자 수 | W H I P |
| --------------- | --------------- | --------------- | ----- | ----- | ----- | -------- | ----- | ----- | ----- | ----- | -------- | ----- | ------ | -------- | -------- | ----- | ---- | -------- | ----- | ----- | ----- | ----- | ----- | -------- | ------- |
| 1992            | 태평양          | 23              | 1     | 3     | .250  | 3.81     | 7     | 2     | 0     | 0     | 0        | 0     | 26.0   | 21       | 3        | 13    | 0    | 21       | 0     | 0     | 1     | 13    | 11    | 110      | 1.31    |
| 1993            | 태평양          | 24              | 0     | 0     | ----  | 6.75     | 5     | 0     | 0     | 0     | 0        | 0     | 9.1    | 11       | 0        | 4     | 0    | 7        | 0     | 0     | 0     | 7     | 7     | 41       | 1.61    |
| 1994            | 태평양          | 25              | 8     | 9     | .471  | 3.72     | 25    | 25    | 5     | 0     | 0        | 0     | 145.1  | 159      | 7        | 38    | 0    | 91       | 2     | 0     | 5     | 66    | 60    | 619      | 1.36    |
| 1995            | 태평양          | 26              | 8     | 14    | .364  | 3.69     | 28    | 28    | 8     | 3     | 0        | 0     | 188.0  | 187      | 8        | 58    | 3    | 115      | 4     | 0     | 7     | 92    | 77    | 796      | 1.30    |
| 1996            | 현대            | 27              | 15    | 9     | .625  | 2.44     | 30    | 29    | 4     | 2     | 0        | 0     | 210.1  | 180      | 15       | 45    | 4    | 127      | 3     | 1     | 4     | 67    | 57    | 834      | 1.07    |
| 1997            | 현대            | 28              | 13    | 13    | .500  | 3.33     | 31    | 31    | 8     | 1     | 0        | 0     | 219.0  | 189      | 15       | 51    | 2    | 159      | 7     | 1     | 3     | 97    | 81    | 886      | 1.10    |
| 1998            | 현대            | 29              | 17    | 9     | .654  | 2.83     | 28    | 28    | 5     | 2     | 0        | 0     | 200.2  | 184      | 18       | 49    | 1    | 159      | 2     | 0     | 9     | 77    | 63    | 825      | 1.16    |
| 1999            | 현대            | 30              | 20    | 7     | .741  | 2.54     | 33    | 29    | 7     | 0     | 3        | 0     | 230.2  | 208      | 24       | 63    | 3    | 178      | 4     | 0     | 5     | 69    | 65    | 936      | 1.18    |
| 2000            | 현대            | 31              | 18    | 6     | .750  | 3.48     | 29    | 29    | 3     | 1     | 0        | 0     | 207.0  | 192      | 21       | 66    | 2    | 153      | 1     | 0     | 7     | 85    | 80    | 846      | 1.25    |
| 2001            | 요미우리        | 32              | 2     | 0     | 1.000 | 6.16     | 10    | 3     | 0     | 0     | 0        | 0     | 19.0   | 21       | 2        | 3     | 0    | 14       | 1     | 0     | 1     | 13    | 13    | 81       | 1.26    |
| 2002            | 요미우리        | 33              | 0     | 1     | .000  | 6.41     | 17    | 0     | 0     | 0     | 0        | 0     | 19.2   | 24       | 4        | 7     | 1    | 14       | 1     | 1     | 0     | 14    | 14    | 89       | 1.58    |
| 2003            | 현대            | 34              | 17    | 2     | .895  | 3.31     | 29    | 29    | 1     | 0     | 0        | 0     | 177.0  | 179      | 17       | 42    | 1    | 122      | 5     | 0     | 3     | 76    | 65    | 741      | 1.25    |
| 2004            | 현대            | 35              | 7     | 14    | .333  | 5.00     | 28    | 28    | 1     | 0     | 0        | 0     | 165.2  | 193      | 21       | 42    | 0    | 123      | 8     | 0     | 9     | 109   | 92    | 721      | 1.42    |
| 2005            | 현대            | 36              | 0     | 3     | .000  | 4.73     | 8     | 5     | 0     | 0     | 0        | 0     | 26.2   | 34       | 2        | 6     | 0    | 13       | 1     | 0     | 1     | 19    | 14    | 120      | 1.50    |
| 2006            | 현대            | 37              | 0     | 0     | ----  | 4.50     | 1     | 0     | 0     | 0     | 0        | 0     | 2.0    | 2        | 1        | 1     | 0    | 1        | 0     | 0     | 0     | 1     | 1     | 9        | 1.50    |
| 2007            | 현대            | 38              | 0     | 6     | .000  | 12.81    | 7     | 6     | 0     | 0     | 0        | 0     | 19.2   | 35       | 5        | 11    | 1    | 6        | 1     | 0     | 1     | 29    | 28    | 103      | 2.34    |
| 2008            | KIA             | 39              | 0     | 1     | .000  | 14.73    | 1     | 1     | 0     | 0     | 0        | 0     | 3.2    | 5        | 1        | 2     | 0    | 3        | 1     | 0     | 0     | 6     | 6     | 19       | 1.91    |
| KBO 통산 : 15년 | KBO 통산 : 15년 | KBO 통산 : 15년 | 124   | 96    | .564  | 3.48     | 290   | 270   | 42    | 9     | 3        | 0     | 1831.0 | 1779     | 158      | 491   | 17   | 1278     | 39    | 2     | 55    | 813   | 707   | 7606     | 1.24    |
| NPB 통산 : 2년  | NPB 통산 : 2년  | NPB 통산 : 2년  | 2     | 1     | .667  | 6.28     | 27    | 3     | 0     | 0     | 0        | 0     | 38.2   | 45       | 6        | 10    | 1    | 28       | 2     | 1     | 1     | 27    | 27    | 170      | 1.42    |

- 시즌 기록 중 굵은 글씨는 해당 시즌 리그 최고 기록